# Ton Verkerk
Anthonius (Ton) Verkerk (Den Haag, 15 maart 1955) is een Nederlands oud-voetbaldoelman. Hij was van 1979 tot en met 1988 negen seizoenen actief in de ere- en eerste divisie met Willem II.
Verkerk werd na zijn actieve carrière assistent-trainer bij RKC Waalwijk, vanaf 1995/96. Daar werd hij in 2006 na 10,5 jaar samenwerking met Leo van Veen, Bert Jacobs, Cees van Kooten, Peter Boeve, Erwin Koeman en Martin Jol ontslagen, samen met toenmalig hoofdtrainer Adrie Koster. In juni 2007 werd Verkerk aangesteld als trainer van hoofdklasser DOVO. Vanaf 2008/09 werkte hij daarnaast als keeperstrainer bij Excelsior, waar hij het jaar erop in het kader van bezuinigen weer vertrok.
Verkerk vervolgde zijn carrière als technisch manager bij Helmond Sport 2009/10, was twee jaar trainer van Best Vooruit 2010/12 en kreeg het na drie jaar hoofdtrainerschap voor elkaar WSC weer te laten promoveren naar de eerste klasse. In 2015 keerde hij terug bij RKC Waalwijk als technisch manager.
Verkerk is gediplomeerd om clubs tot en met het betaald voetbal te mogen trainen.

## Clubstatistieken
| Seizoen  | Club         | Competitie     | Duels | Goals |
| -------- | ------------ | -------------- | ----- | ----- |
| 1973-'77 | FC Den Bosch | Eerste divisie | 106   | 0     |
| 1978-'79 | Beringen FC  | Jupiler League | 34    | 0     |
| 1979-'84 | Willem II    | Eredivisie     | 91    | 0     |
| 1984-'87 | Willem II    | Eerste divisie | 73    | 0     |
| 1987-'88 | Willem II    | Eredivisie     | 19    | 0     |

## Referentie
1. ↑  Keeperstrainer moet plaatsmaken.